# 巴希费尔德
巴希费尔德（德語：Barchfeld，發音：[ˈbaʁçfɛlt]）是德国图林根州瓦特堡县曾经的一个市镇，面积11.34平方千米，人口为3,144人。2012年12月31日，巴希费尔德与市镇伊默尔博恩合并为新市镇巴希费尔德-伊默尔博恩。